# Kabardino-Balkària
Kabardino-Balkària (rus: Кабарди́но-Балка́рия), oficialment la República de Kabardino-Balkària, és una república de Rússia situada al nord del Caucas. Segons el cens del 2021, la seva població és de 904.200 habitants. La seva capital és Nàltxik. La zona conté la muntanya més alta d'Europa, el mont Elbrús, amb 5,642 m (18,510 ft). El mont Elbrús té 22 glaceres que alimenten tres rius: el Baksan, Malka i Kuban. La muntanya està coberta de neu durant tot l'any.

## Geografia

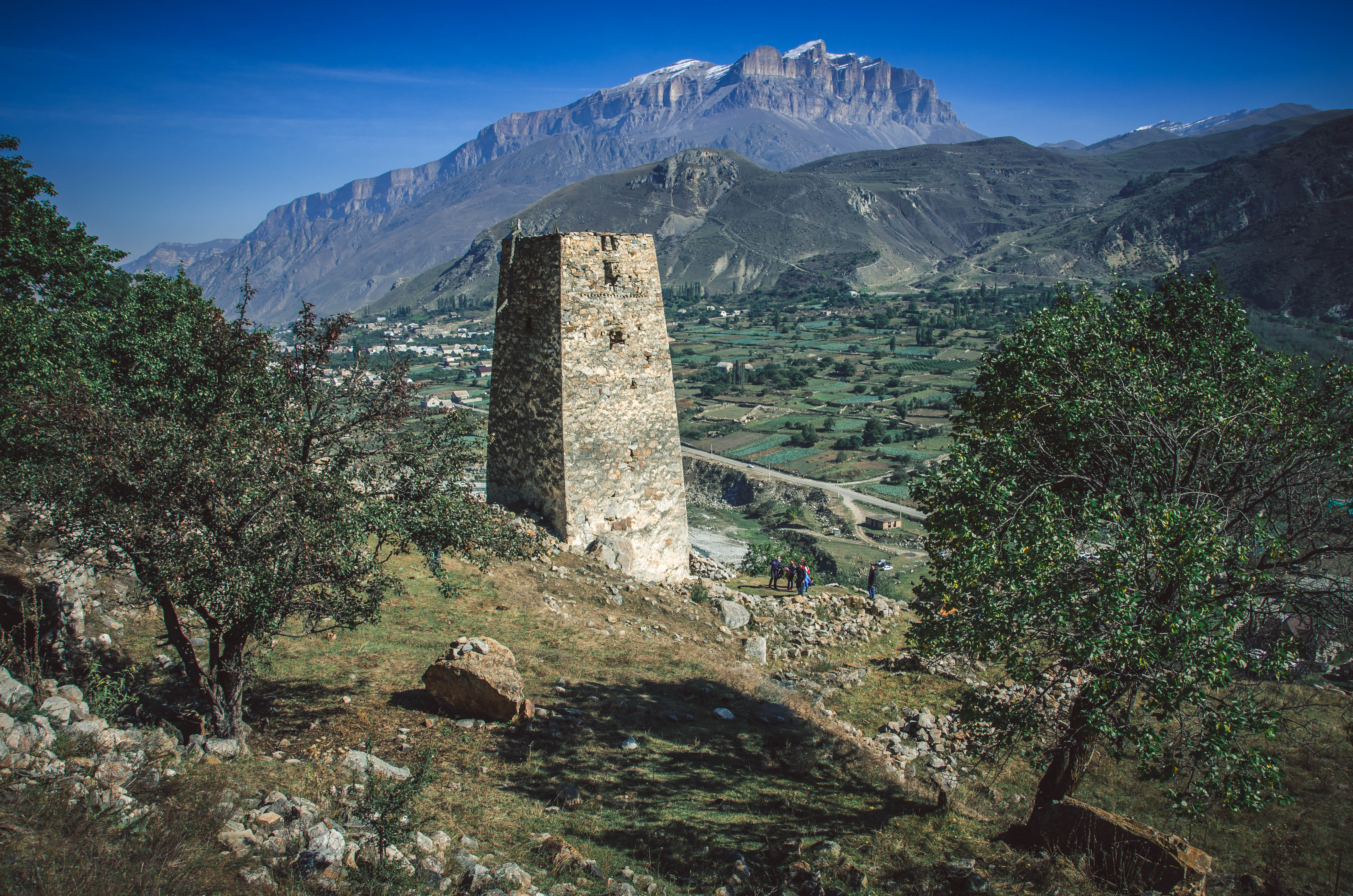
Congost de Txerek-Balkarskaia

La república està situada a les muntanyes del Caucas del Nord, amb planes a la part nord. La república comparteix frontera internacional amb Geòrgia.
- Superfície: 12.500 kilòmetres quadrats
- Fronteres:
  - Internes: Krai de Stàvropol (N/NE), Ossètia del Nord-Alània (E/SE/S), Karatxai-Txerkèssia (O/NO)
  - Internacionals: Geòrgia (Racha-Lechkhumi i Kvemo Svaneti, Zemo Svanètia) (S/SO)
- Punt més alt: Mont Elbrús (5.642m)
- Distància màxima N-S: 167 kilòmetres
- Distància màxima E-O: 123 kilòmetres

### Rius
Els principals rius inclouen:
- Riu Terek (623 km)
- Riu Malka (216 km)
- Riu Baksan (173 km)
- Riu Uruk (104 km)
- Riu Txegem (102 km)
- Riu Txerek (76 km)
- Riu Argudan
- Riu Kurkuzhin
- Riu Lesken

### Llacs

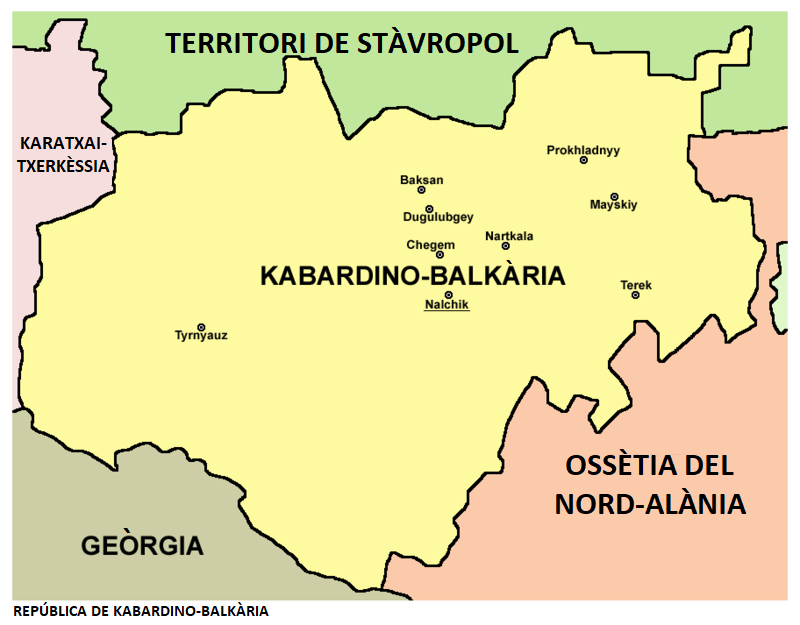
Mapa de la República

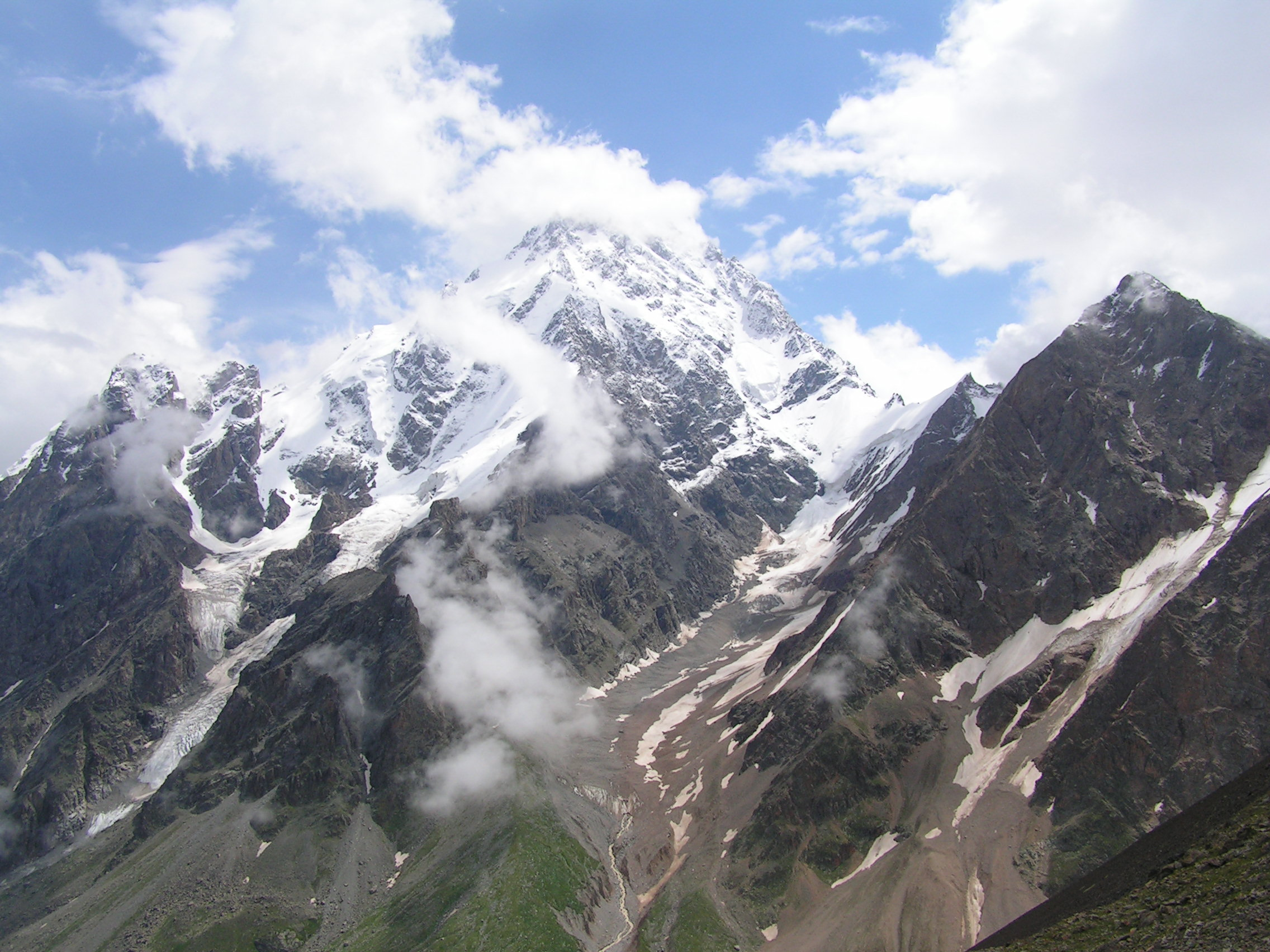
Mont Dikh-Tau

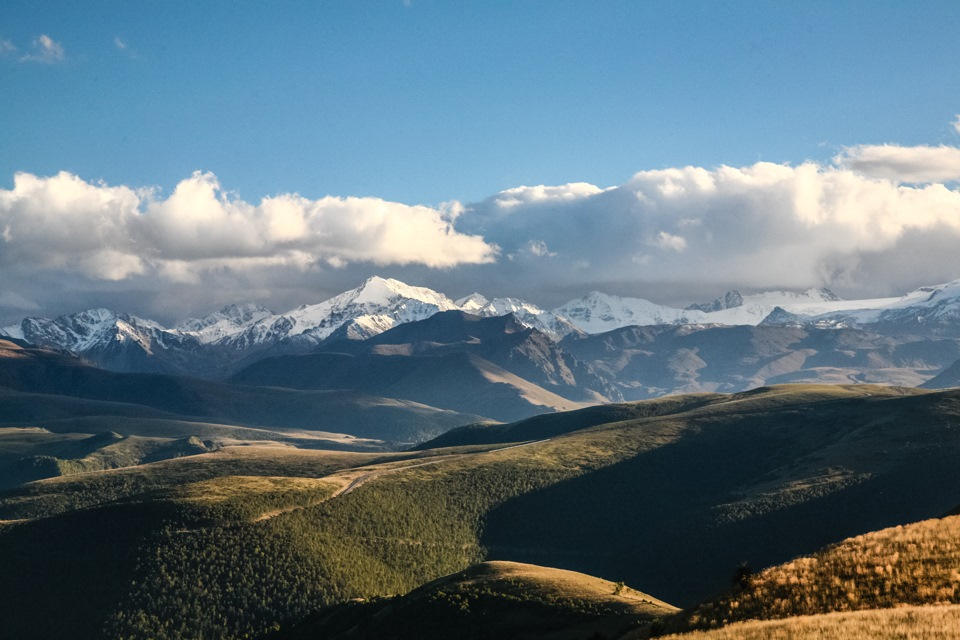
Prielbrusie

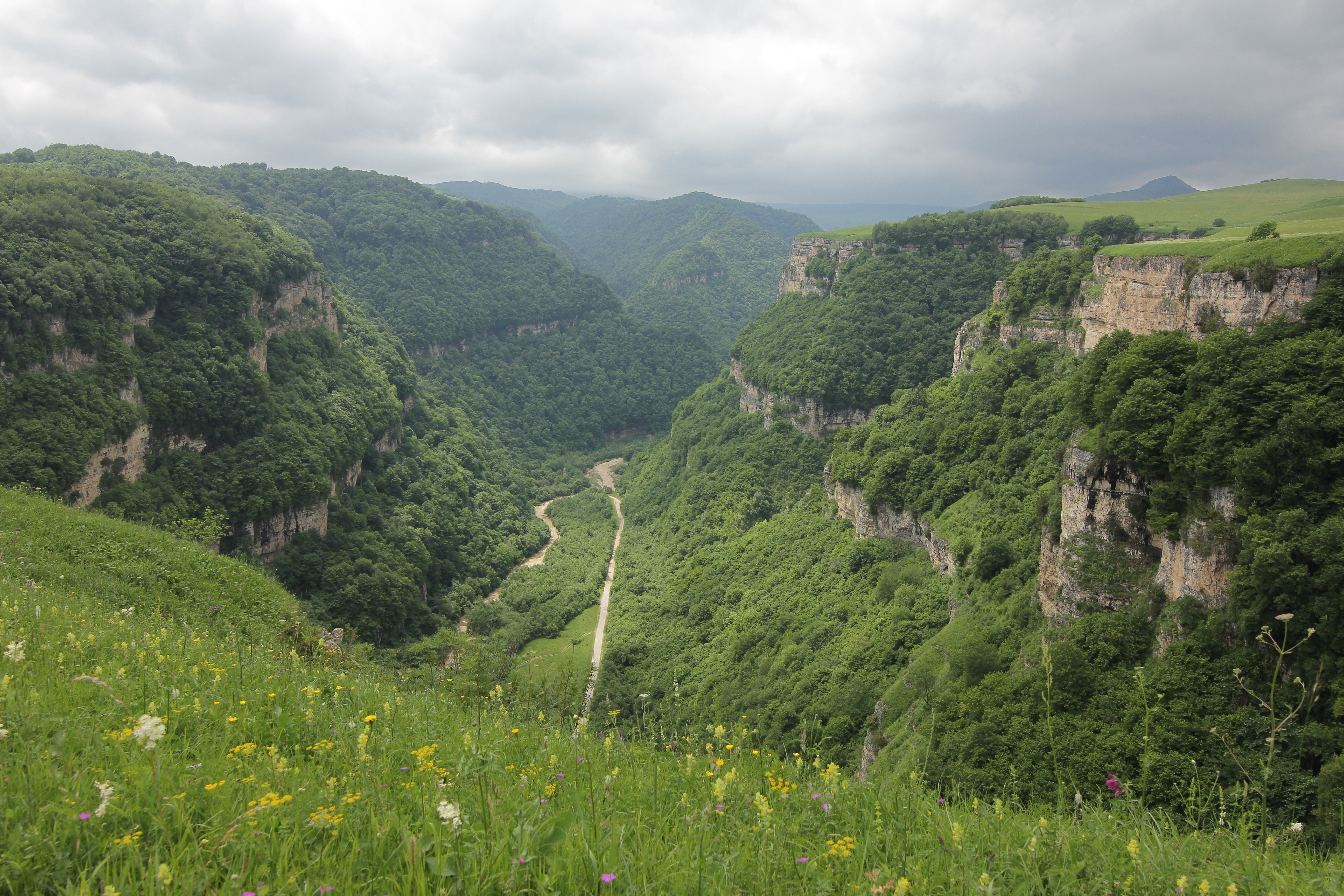
Congost de Tizil

A la República hi ha uns 100 llacs, cap dels quals és gran. Poc més de la meitat (55) es troben entre els rius Baksan i Malka. Alguns dels llacs són:
- Llac Tserikkel (àrea 26.000 m²; profunditat 368m)
- Llac baix de Goluboie
- Llac Kel-Ketxen (profunditat 177 m)
- Llac Tserikkel Superior (profunditat 18 m)
- Llac Sekretnoie
- Llac Tambukan (àrea 1,77 km²; profunditat 1,5 a 2 m), parcialment dins del krai de Stàvropol.

### Muntanyes
- Mont Elbrus (5.642 m), muntanya volcànica i el cim més alt d'Europa, Rússia i el Caucas.

Altres muntanyes importants inclouen:
- Mont Dikh-Tau (5.402 m)
- Mont Kóixtan-Tau (5.151 m)
- Mont Xkhara (5.068 m)
- Pic Puixkin (5.033 m)
- Mont Mizhergi (5.025 m)

### Recursos naturals
Els recursos naturals de Kabardino-Balkària inclouen molibdè, tungstè i carbó.

### Clima
La república té un clima de tipus continental.
- Temperatura mitjana del gener: −12 °C (10 °F) (muntanyes) a −4 °C (25 °F) (planes)
- Temperatura mitjana del juliol: +4 °C (39 °F) (muntanyes) a +23 °C (73 °F) (planes)
- Precipitació mitjana anual: 500–2.000 mm.

## Història
Se sap que els circassians actuals també anomenats kassocs estaven habitant Kabardino-Balkària des d'almenys el segle VI aC, llavors conegut com a Zikia. L'1 de juliol de 1994, Kabardino-Balkària es va convertir en la segona república després de Tatarstan a signar un acord de repartiment del poder amb el govern federal, que li atorgava autonomia.

## Política
El cap de govern a Kabardino-Balkària és el Cap. El cap actual és Kazbek Kokov. L'òrgan legislatiu de la República és el Parlament format per 72 diputats elegits per a un mandat de cinc anys.
La república va adoptar una nova constitució el 2001 que impedeix que la república existeixi independentment de la Federació Russa.

## Demografia

### Població
Població: 904,200 habitants (cens de 2021) 

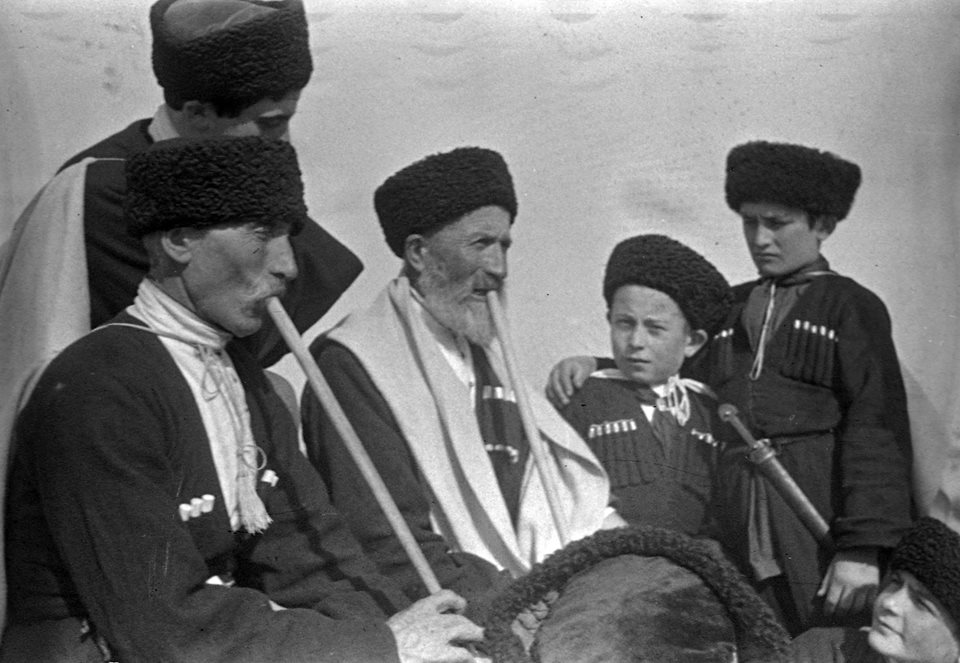
Balcars el 1936

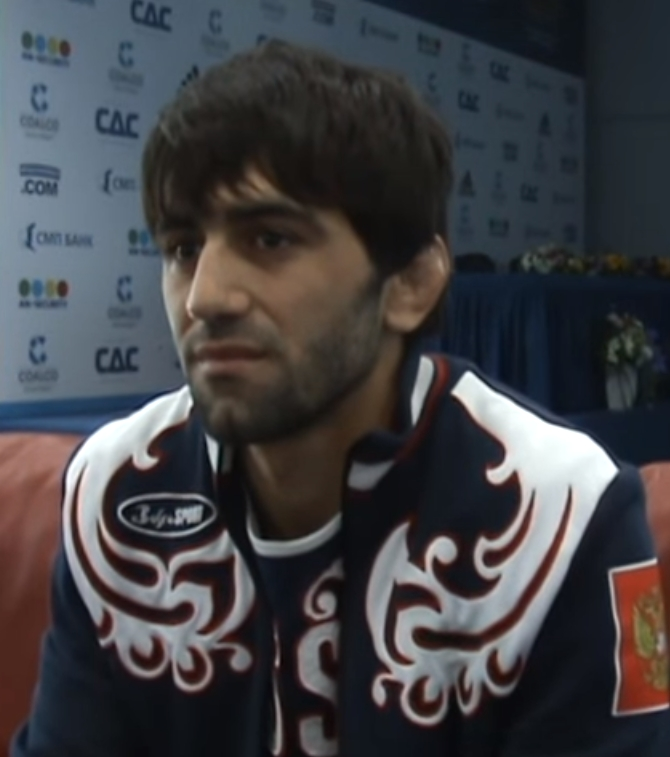
El lluitador kabardià Beslan Mudrànov va guanyar la primera medalla d'or de Rússia als Jocs Olímpics de Rio 2016

Esperança de vida:
|          | 2019      | 2021      |
| -------- | --------- | --------- |
| Mitjana: | 76,5 anys | 73,8 anys |
| Home:    | 72,6 anys | 69,9 anys |
| Dona:    | 79,9 anys | 77,3 anys |

### Estadístiques vitals
Font: Servei d'Estadística de l'Estat Federal de Rússia Arxivat April 12, 2008, a Wayback Machine.
|      | Població mitjana (x 1000) | Naixements | Defuncions | Canvi natural | Taxa bruta de natalitat (per 1000) | Taxa bruta de mortalitat (per 1000) | Canvi natural (per 1000) | Taxa de fertilitat |
| ---- | ------------------------- | ---------- | ---------- | ------------- | ---------------------------------- | ----------------------------------- | ------------------------ | ------------------ |
| 1970 | 592                       | 11,683     | 3,913      | 7,770         | 19.7                               | 6.6                                 | 13.1                     |                    |
| 1975 | 634                       | 12,315     | 4,717      | 7,598         | 19.4                               | 7.4                                 | 12.0                     |                    |
| 1980 | 680                       | 14,098     | 5,457      | 8,641         | 20.7                               | 8.0                                 | 12.7                     |                    |
| 1985 | 725                       | 15,941     | 5,854      | 10,087        | 22.0                               | 8.1                                 | 13.9                     |                    |
| 1990 | 772                       | 15,412     | 6,573      | 8,839         | 20.0                               | 8.5                                 | 11.5                     | 2.45               |
| 1991 | 788                       | 14,952     | 6,995      | 7,957         | 19.0                               | 8.9                                 | 10.1                     | 2.35               |
| 1992 | 799                       | 13,728     | 7,093      | 6,635         | 17.2                               | 8.9                                 | 8.3                      | 2.16               |
| 1993 | 807                       | 11,781     | 7,864      | 3,917         | 14.6                               | 9.7                                 | 4.9                      | 1.86               |
| 1994 | 816                       | 11,407     | 8,052      | 3,355         | 14.0                               | 9.9                                 | 4.1                      | 1.79               |
| 1995 | 828                       | 10,844     | 8,236      | 2,608         | 13.1                               | 9.9                                 | 3.2                      | 1.67               |
| 1996 | 840                       | 10,293     | 8,199      | 2,094         | 12.2                               | 9.8                                 | 2.5                      | 1.56               |
| 1997 | 853                       | 10,016     | 7,985      | 2,031         | 11.7                               | 9.4                                 | 2.4                      | 1.47               |
| 1998 | 866                       | 9,997      | 8,201      | 1,796         | 11.5                               | 9.5                                 | 2.1                      | 1.44               |
| 1999 | 875                       | 9,221      | 8,292      | 929           | 10.5                               | 9.5                                 | 1.1                      | 1.30               |
| 2000 | 883                       | 9,207      | 8,792      | 415           | 10.4                               | 10.0                                | 0.5                      | 1.26               |
| 2001 | 891                       | 8,892      | 8,778      | 114           | 10.0                               | 9.9                                 | 0.1                      | 1.19               |
| 2002 | 897                       | 9,119      | 8,954      | 165           | 10.2                               | 10.0                                | 0.2                      | 1.20               |
| 2003 | 896                       | 9,294      | 9,202      | 92            | 10.4                               | 10.3                                | 0.1                      | 1.20               |
| 2004 | 889                       | 9,414      | 8,695      | 719           | 10.6                               | 9.8                                 | 0.8                      | 1.22               |
| 2005 | 882                       | 8,991      | 9,034      | - 43          | 10.2                               | 10.2                                | -0.0                     | 1.13               |
| 2006 | 875                       | 9,308      | 8,764      | 544           | 10.6                               | 10.0                                | 0.6                      | 1.16               |
| 2007 | 870                       | 11,397     | 8,441      | 2,956         | 13.1                               | 9.7                                 | 3.4                      | 1.41               |
| 2008 | 866                       | 12,052     | 8,095      | 3,957         | 13.9                               | 9.3                                 | 4.6                      | 1.49               |
| 2009 | 863                       | 12,143     | 8,406      | 3,737         | 14.1                               | 9.7                                 | 4.3                      | 1.62               |
| 2010 | 860                       | 12,576     | 8,080      | 4,496         | 14.6                               | 9.4                                 | 5.2                      | 1.66               |
| 2011 | 860                       | 12,848     | 8,136      | 4,712         | 14.9                               | 9.4                                 | 5.5                      | 1.70               |
| 2012 | 859                       | 13,786     | 7,709      | 6,077         | 16.0                               | 9.0                                 | 7.0                      | 1.83               |
| 2013 | 859                       | 13,365     | 7,712      | 5,653         | 15.6                               | 9.0                                 | 6.6                      | 1.80               |
| 2014 | 860                       | 13,397     | 7,571      | 5,826         | 15.6                               | 8.8                                 | 6.8                      | 1.83               |
| 2015 | 861                       | 12,627     | 7,582      | 5,045         | 14.6                               | 8.8                                 | 5.8                      | 1.75               |
| 2016 | 863                       | 12,191     | 7,386      | 4,805         | 14.1                               | 8.5                                 | 5.6                      | 1.72               |
| 2017 | 865                       | 11,092     | 7,391      | 3,701         | 12.8                               | 8.5                                 | 4.3                      | 1.61               |
| 2018 | 865                       | 10,881     | 7,044      | 3,837         | 12.5                               | 8.1                                 | 4.4                      | 1.61               |
| 2019 | 866                       | 9,973      | 7,142      | 2,831         | 11.5                               | 8.2                                 | 3.3                      | 1.51               |
| 2020 |                           | 10,604     | 8,624      | 1,980         | 12.2                               | 9.9                                 | 2.3                      | 1.64               |
| 2021 |                           | 10,462     | 9,436      | 1,026         | 12.0                               | 10.8                                | 1.2                      | 1.67               |
| 2022 |                           | 10,049     | 8,010      | 2,039         | 11.5                               | 9.2                                 | 2.3                      | 1.51               |

Nota: font TFR 2009, 2010, 2011, 2012.

### Grups ètnics
Kabardino-Balkària inclou dues grans comunitats ètniques, els kabardins (circassians), que parlen una llengua caucàsica del nord-oest, i els balkars que parlen una llengua turquesa. Segons el cens de 2021, els kabardins representen el 57,1% de la població de la república, seguits pels russos (19,8%) i els balkars (13,7%). Altres grups inclouen els circassians (3,0%), els turcs (1,9%), els ossetes (0,8%), els gitanos (0,5%) i una sèrie de grups més petits, cadascun representant menys del 0,5% de la població total.
| Grups Ètnics | Cens de 19261 | Cens de 19261 | Cens de 1939 | Cens de 1939 | Cens de 1959 | Cens de 1959 | Cens de 1970 | Cens de 1970 | Cens de 1979 | Cens de 1979 | Cens de 1989 | Cens de 1989 | Cens de 2002 | Cens de 2002 | Cens de 2010 | Cens de 2010 | Cens de 20213 | Cens de 20213 |
| Grups Ètnics | Nombre        | %             | Nombre       | %            | Nombre       | %            | Nombre       | %            | Nombre       | %            | Nombre       | %            | Nombre       | %            | Nombre       | %            | Nombre        | %             |
| --- | ------------- | ------------- | ------------ | ------------ | ------------ | ------------ | ------------ | ------------ | ------------ | ------------ | ------------ | ------------ | ------------ | ------------ | ------------ | ------------ | ------------- | ------------- |
| Kabardins | 122,237       | 54.2%         | 152,237      | 42.4%        | 190,284      | 45.3%        | 264,675      | 45.0%        | 303,604      | 45.5%        | 364,494      | 48.2%        | 498,7022     | 55.3%        | 490,453      | 57.2%        | 502,615       | 57.1%         |
| Balkars | 33,197        | 14.7%         | 40,747       | 11.3%        | 34,088       | 8.1%         | 51,356       | 8.7%         | 59,710       | 9.0%         | 70,793       | 9.4%         | 104,951      | 11.6%        | 108,577      | 12.7%        | 120,898       | 13.7%         |
| Russos | 32,622        | 14.5%         | 129,067      | 35.9%        | 162,586      | 38.7%        | 218,595      | 37.2%        | 234,137      | 35.1%        | 240,750      | 31.9%        | 226,620      | 25.1%        | 193,155      | 22.5%        | 174,768       | 19.8%         |
| Ossetes | 3,839         | 1.7%          | 4,608        | 1.3%         | 6,442        | 1.5%         | 9,167        | 1.6%         | 9,710        | 1.5%         | 9,996        | 1.3%         | 9,845        | 1.1%         | 9,129        | 1.1%         | 6,877         | 0.8%          |
| Ucraïnesos | 24,723        | 11.0%         | 11,142       | 3.1%         | 8,400        | 2.0%         | 10,620       | 1.8%         | 12,139       | 1.8%         | 12,826       | 1.7%         | 7,592        | 0.8%         | 4,800        | 0.6%         | 1,461         | 0.2%          |
| Circassians | 8,803         | 3.9%          | 21,328       | 5.9%         | 18,315       | 4.4%         | 33,790       | 5.7%         | 47,246       | 7.1%         | 614          | 0.1%         | 725          | 0.1%         | 2,475        | 0.3%         | 26,544        | 3.0%          |
| Altres | 8,803         | 3.9%          | 21,328       | 5.9%         | 18,315       | 4.4%         | 33,790       | 5.7%         | 47,246       | 7.1%         | 55,058       | 7.3%         | 53,059       | 5.9%         | 49,081       | 5.7%         | 47,748        | 5.7%          |
| 1 Els resultats del cens de 1926 es refereixen al territori actual, que és una combinació de l'OA de Kabardino-Balkària i una part del districte de Terek. Aquesta darrera zona estava habitada principalment per russos i ucraïnesos. 2 A la vista dels resultats del cens de 1989 i del 2010, el nombre de Kabardins el 2002 sembla poc probable que sigui elevat. 3 23.289 persones estaven registrades a partir de bases de dades administratives, i no podien declarar una ètnia. S'estima que la proporció d'ètnies en aquest grup és la mateixa que la del grup declarat. |               |               |              |              |              |              |              |              |              |              |              |              |              |              |              |              |               |               |

### Religió

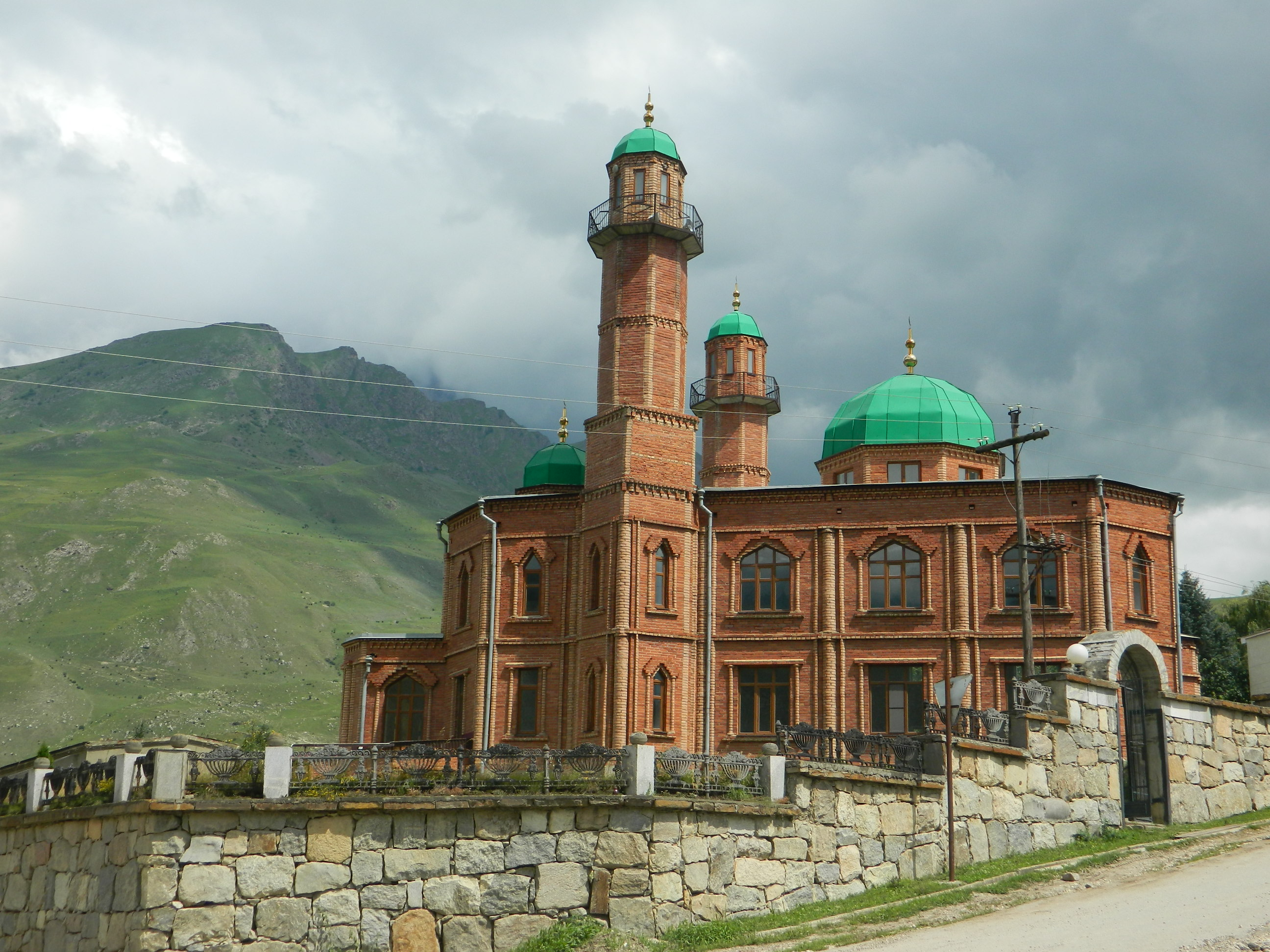
Mesquita de Kabardino-Balkària

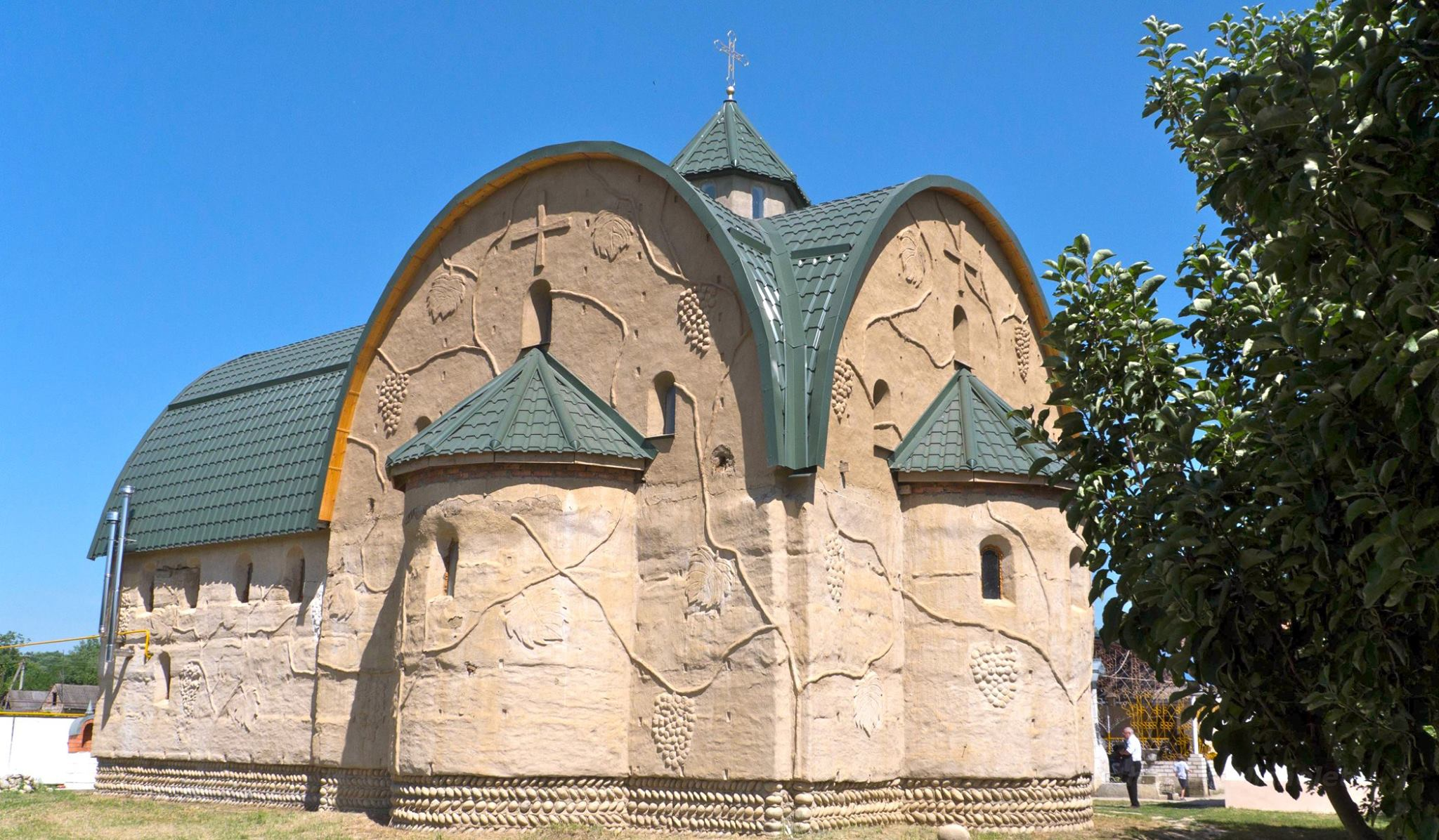
Església catòlica a Kabardino-Balkària (Diòcesi de Saràtov, Blagoveshchenka)

Segons una enquesta de 2012 que va entrevistar a 56.900 persones, el 70,8% de la població de Kabardino-Balkària s'adhereix a l'Islam, l'11,6% a l'Església ortodoxa russa, l'1,8% a la religió popular adigué (kabardiana) i altres religions indígenes, el 3,8% són cristians genèrics no afiliats. A més, el 12% de la població declara ser «espiritual però no religiosa», el 5,6% és atea o segueix altres religions, inclosos els testimonis de Jehovà.